# Nemzeti Stadion (Bukarest)
A bukaresti Nemzeti Aréna (románul: Arena Națională) futballstadion Bukarestben, Romániában. A stadionban játssza meccseit a román labdarúgó-válogatott, valamint itt játsszák a romániai kupadöntőt és a romániai szuperkupa döntőt is. A 2012-es Európa-liga-döntőt is itt rendezték meg. Ez volt az első nemzetközi kupadöntő, amit Romániában került megrendezésre. Legmagasabb nézőszámát a 2012-es Románia-Hollandia mérkőzésen érte el, ekkor 53 329 néző látogatott ki a találkozóra.
55 634 ülőhelyével Románia legnagyobb stadionja. A gmp (Gerkan, Marg und Partner) nevű nemzetközi építőipari cég tervezte, a Max Bögl és az Astaldi felelt megépítéséért. A stadion teteje kihúzható. Futballmérkőzések mellett koncerteknek is adott már otthont.

## Az építkezés
A régi stadiont 2007. december 18. és 2008. november 20. között bontották le, majd a helyén kezdték el építeni az újat. A régi aréna utolsó mérkőzését Albánia ellen játszották a románok 2007. november 21-én és 6–1 arányban győztek.

## Adatok
Az aréna 55 200 férőhelyes. Ebben benne van a 3600 VIP-hely és 126 hely a sajtónak. Az aréna bővíthető 548 székkel. A stadionhoz 360 mellékhelyiség tartozik és egy behúzható tető, továbbá 2100 parkolóhely.

## Külső hivatkozások
- A Nemzeti Aréna hivatalos oldala (románul)